# シルク (2006年の映画)
『シルク』（原題：詭絲、英題：Silk）は、2006年に公開された台湾のホラー映画。蘇照彬監督。チャン・チェン、カリーナ・ラム、江口洋介主演。美術は種田陽平。
日本では、2006年の第19回東京国際映画祭で上映後、続けて第1回東京国際映画祭「アジアの風」in OSAKAでも上映。後に「台湾シネマコレクション2008」として東京・大阪で公開された。
日本版DVDは2009年7月24日、エスピーオーから発売。

## 出演
- チャン・チェン--葉起東
- カリーナ・ラム--杜家維
- 江口洋介--橋本良晴
- バービィー・スー--蘇原
- チェン・ボーリン--守仁
- チャン・チュンニン--和美
- 真柴幸平--黒田
- 陳冠伯--小孩
- 馬之秦--葉の母
- レオン・ダイ
- テディ・チャン
- アーサー・ウォン
- ワン・ファン